# James Cook első útja

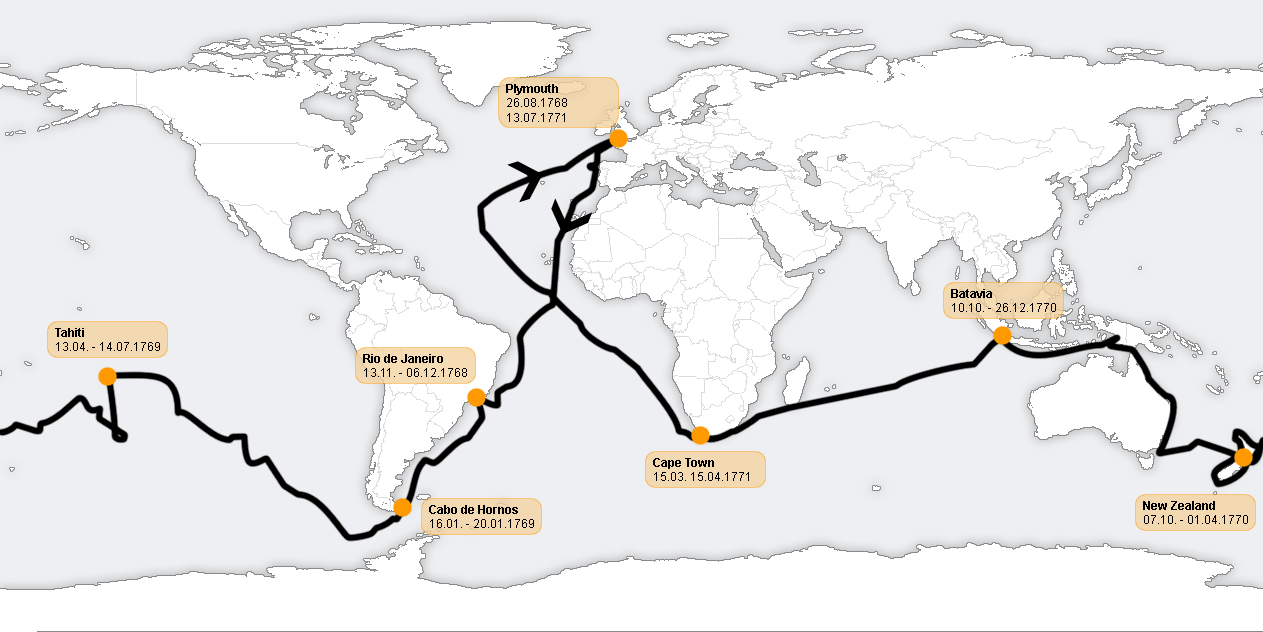
Cook első útjának útvonala

James Cook angol felfedező első felfedezőútját 1768. augusztus 25-től 1771. július 17-ig vezette a Csendes-óceánra. Az út során Cook nyugat felé hajózva kerülte meg a Földet. Hosszabb időt töltött a Társaság-szigeteken, körbehajózta és felmérte Új-Zélandot valamint feltérképezte Ausztrália keleti partját. Felfedezései hozzájárultak a hatalmas kiterjedésű ismeretlen déli földrész (Terra Australis Incognita) létezését feltételező elmélet megcáfolásához.
Az út elsődleges célja a Vénusz Nap előtti áthaladásának megfigyelése volt, amelyet Tahitin végeztek el, azonban a megfigyelés túlságosan pontatlan lett. Az expedíció ennek ellenére számos természettudományos eredményt mutatott fel. A hajón utazó természettudósok és a hivatásos rajzművész munkájának köszönhetően Cook expedíciója a korábbi felfedezőutaknál bővebb és pontosabb információval szolgált a Dél-Csendes-óceán élővilágáról. Emellett Cook egy új csillagászati módszernek köszönhetően elsőként határozta meg pontosan több, az út során érintett hely földrajzi hosszúságát.
Az út további vívmánya volt, hogy Cooknak sikerült megelőznie a kor hosszú hajóútjain rendszeresen fellépő skorbutot: a hároméves út során egyetlen embert sem veszített emiatt.

## Az utazás célja

### A csillagászati egység meghatározása
Az utazást az angol Királyi Természettudományos Társaság finanszírozta és elsődleges célja a Vénusz Nap előtti áthaladásának Csendes-óceánról való megfigyelése volt. Az áthaladást azonos időben kívánták megfigyelni Európából és Tahitiről, és az így nyert adatokból – a Föld átmérőjének ismeretében – a csillagászati egységet szerették volna meghatározni mivel az égitestek távolságát közvetlenül nem, csak a Föld-Nap távolsághoz viszonyítva tudták mérni. E célból Cookkal utazott a csillagász Charles Green is, valamint magukkal vittek két tükrös csillagászati teleszkópot, hordozható obszervatóriumot, nagy pontosságú csillagászati órát és egyéb, a megfigyeléshez szükséges mérőeszközt. A szokásosnál sokkal jobb minőségűek voltak a hajó navigációs eszközei is. A hajót mágneses mélységszög mérésére is alkalmas iránytűvel valamint a kor legjobb szakemberei által készített kvadránssal és szextánssal látták el.

### ATerra Australisfelfedezése

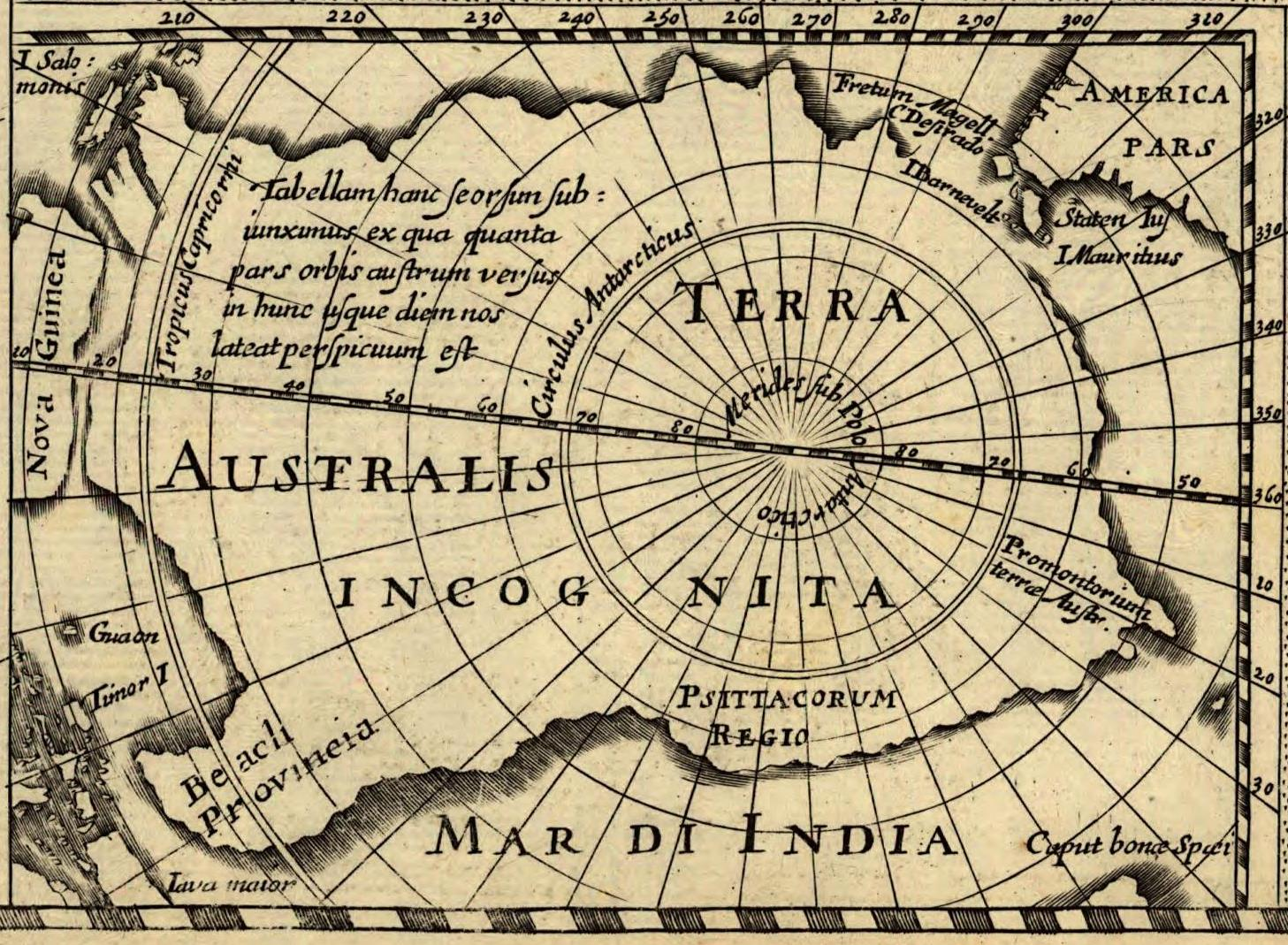
Terra Australis Incognita egy 1618-as térképen

Cook emellett az Admiralitástól is titkos utasítást kapott, amelyben az út második felében követendő útirányt írták neki elő. A cél a remélt nagy kiterjedésű déli földrész, a Terra Australis felfedezése volt. Ebben a korban ugyanis elterjedt volt a nézet, hogy mivel az ismert földtömegek túlnyomó többsége a Föld északi féltekén helyezkedik el, a Föld egyensúlyának fenntartásához szükség van egy nagy kiterjedésű kontinensre a déli félgömbön is – amelyet azonban mindaddig nem fedeztek fel. A Csendes-óceán déli része ekkor nagyrészt felfedezetlen terület volt, amit az elmélet követői előszeretettel töltöttek ki a Terra Australis Incognita földtömegével.

## Az Endeavour

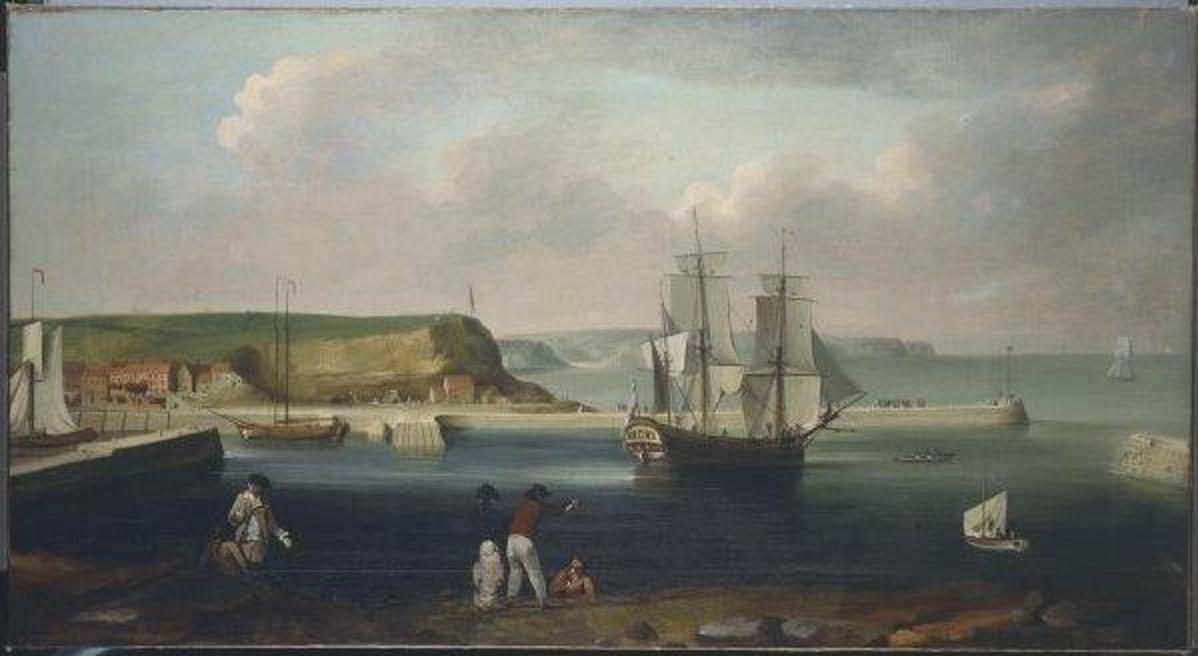
Az Earl of Pembroke Whitby kikötőjében 1768-ban, nem sokkal átkeresztelése előtt

Cook maga választotta ki hajóját az útra. A nagy tárolókapacitás, jó tengerjáró képesség és viszonylag kis merülés voltak az érvek az északi-tengeri szénszállító hajók mellett, ezen kívül Cook korábban már dolgozott ilyen hajókon és ismerte őket.
Egy háromárbocos, horgonyemelős szénszállító vitorlást, az Earl of Pembroke-ot (Pembroke grófja) alakítottak át az utazásra. A hajó 32 méter hosszú és 8,92 méter széles volt, teljesen megrakodva 4 méter volt a merülése. A hajót 2840 font 10 silling 11 peniért vásárolta meg az Admiralitás, majd a hajótestet felújították és a farontó férgek ellen vékony palánkréteggel vonták be. Tizenkét forgótalpas és tíz lövegtalpas ágyúval szerelték fel és HMS Endeavour (Törekvő) néven hadihajóvá nyilvánították. A felújításra Deptfordban került sor, innen 1768. július  30-án indult el a hajó Plymouth, az utazás kiindulópontja felé. A rövid út során Cook fejnehéznek találta a hajót, ennek orvoslására ballasztot helyeztetett a fedélzettartó gerenda alá. Plymouthban Cook még emelvényt ácsoltatott a kormányrúd fölé, amelyet később Joseph Banks és kísérete sétafedélzetnek használt.
Cook rendkívül elégedett volt hajója stabilitásával. Az indulás előtt ezt írta róla a naplójába: „Nincs az a tenger, mely a fővitorla vagy a hátsó árboc alatt megingathatná a hajó egyensúlyát. Könnyen gyorsul, jó az oldalfekvése, anélkül, hogy dőlésnél a legcsekélyebb veszély jelentkezne.”

## Az expedíció tagjai
Cook expedíciója induláskor 94 tagot számlált, a nagy többség tengerész. Útközben Madeirán egy matrózt és Tahitin egy polinéz kalauzt vettek fel. A világ körüli út során összesen 38 ember vesztette életét a hajón utazók közül. Az elhalálozók közül több, mint húszan az 1771 január végén/február elején fertőzött ivóvíz miatt kitört vérhasjárványban vesztették életüket.

### Tengerészek
Az Endeavour 71 nyilvántartott tengerésszel hagyta el Plymoutht. Madeirán egy további matrózt kényszerítettek szolgálatra. A listán szerepelt két elhunyt tengerész is, akiknek fizetése az özvegyek alapítványába ment.
Cook négy tengerészt (és egy kecskét) átvett a HMS Dolphin legénységéből, akik korábban Samuel Wallist kísérték el Föld körüli útjára. Közéjük tartozott John Gore első tiszt, Robert Molyneux árbocmester és segédjei közül ketten, Richard Pickersgill és Francis Wilkinson.
A legénységhez tartoztak többek között
- William Monkhouse hajóorvos
- Jonathan Monkhouse tengerészkadét, William testvére
- Isaac Smith tengerészkadét, Cook feleségének unokaöccse
- John Satterly hajóács
- John Ravenhill vitorlakészítő, 49 évesen az expedíció legidősebb tagja
- Nicholas Young 11-12 évesen az expedíció legfiatalabb tagja (nem szerepelt a legénységi listán)

### Katonák
Az expedícióval tizenhárom fős tengerészgyalogos osztag utazott együtt. John Edgecumbe őrmester, John Trustlove káplár és Thomas Rossiter dobos mellett tíz közlegény feladata volt a hajó utasainak védelme a szárazföldön.

### Civil utasok
- Charles Green csillagász
- Joseph Banks angol nemes és műkedvelő természettudós, a Királyi Természettudományos Társaság tagja
- Dr. Daniel Carl Solander svéd botanikus, aki Banks lelkesedését átvéve csatlakozott a társasághoz
- Alexander Buchan tájképfestő, Banks fogadta fel azért, hogy megörökítse az úton látott tájakat és népeket
- Sydney Parkins rajzoló, Banks szolgálatában az úton talált állat- és növénypéldányokat kellett megörökítenie, majd Alexander Buchan halála után annak feladatait is ellátta
- Banks négy szolgája, közülük kettő fekete, kettő fehér
- John Reynolds művész
- Herman Spöring órásmester (a csillagászeszközök javítására)

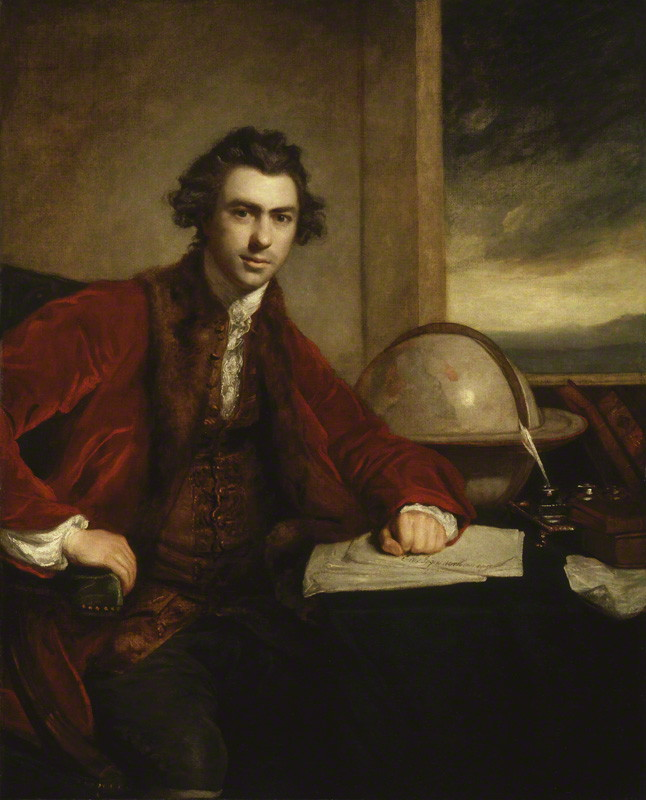
Joseph Banks
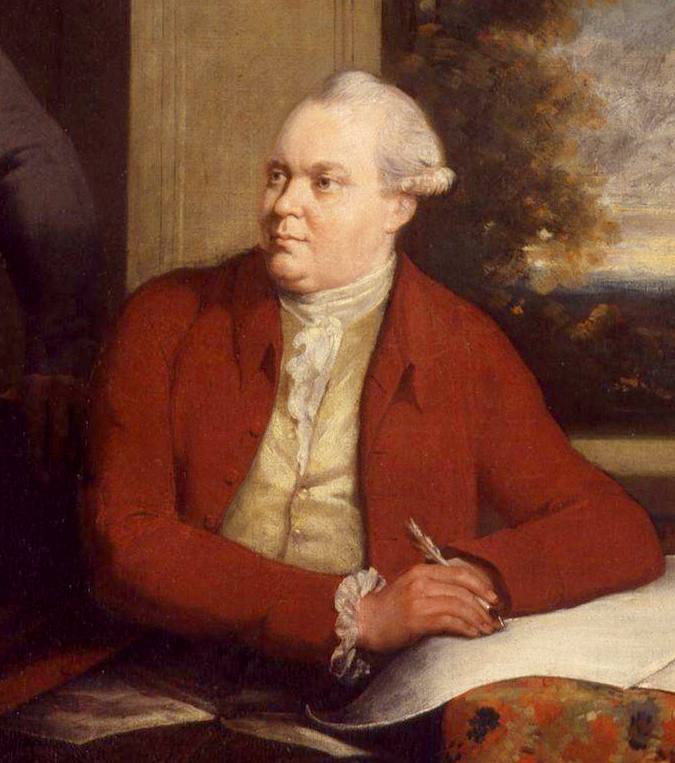
Daniel Solander
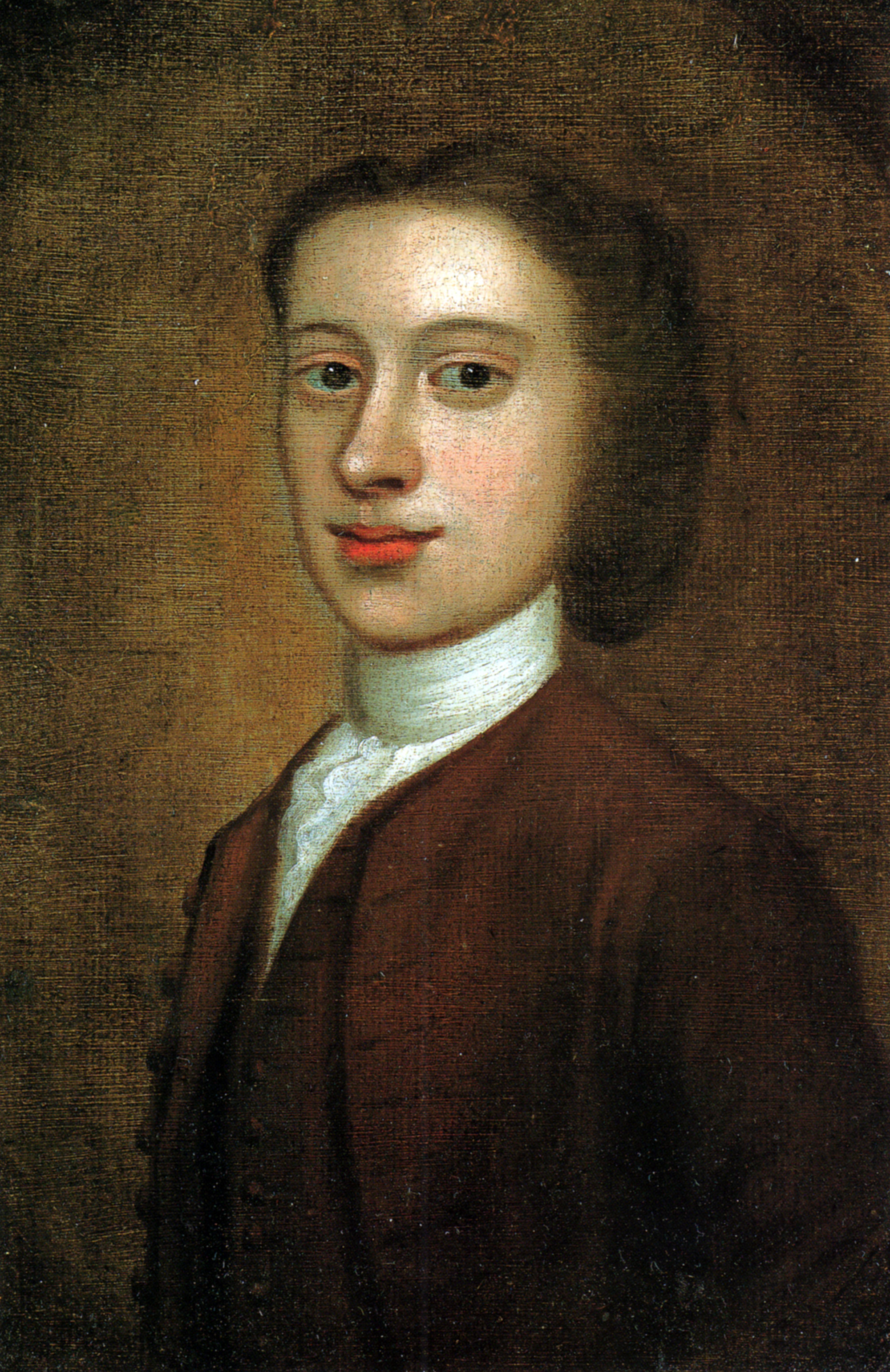
Sydney Parkinson

## Az út eseményei

### Átkelés az Atlanti-óceánon
Az Endeavour 1768 augusztus 25-én hagyta el Angliát, majd a Vizcayai-öbölben heves viharba került szeptember 1-jén és Cook máris elvesztett néhány tucat csirkét és a hajó kiscsónakját. Egy héttel később Cook és legénysége elhagyta a Szent Vince-fokot, majd Madeirán feltöltötték készleteiket. Innen átvágtak az Atlanti-óceánon és november 13-án megérkeztek Rio de Janeiro kikötőjébe. Itt kellemetlen meglepetés érte a hajó utasait. A brazil alkirály gyanúsnak találta az angol hajót (csempészekre vagy kémekre gyanakodott) és az utasok szárazföldi mozgását erősen akadályozta. A Horn-fok megkerülése előtt még utoljára kijavították a hajótestet, vitorlázatot és a kötélzetet.

### A Horn-fok megkerülése

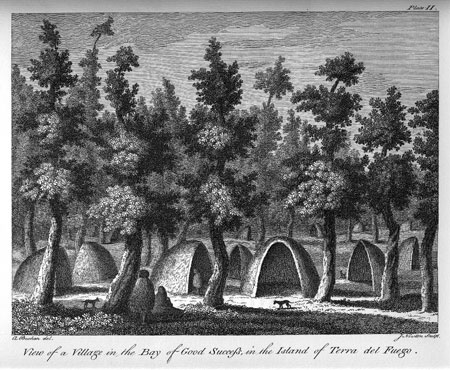
Tűzföldi falu

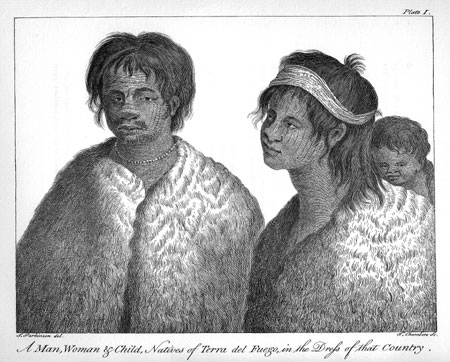
Tűzföldi bennszülöttek

Az expedíció december 7-én hagyta el Rio de Janeirot és kb. egy hónap múlva, 1769 január 11-én pillantották meg a Tűzföld hegyeit. Dél-Amerika megkerülésére két útvonalat ismertek a korabeli európai hajósok: a Magellán-szorost és a Horn-foktól délre elterülő átjárót. Cook – az Admiralitás utasításával összhangban – a déli átjárót választotta. Az Admiralitás azt ajánlotta, hogy az Államok-szigetet (Isla de los Estados) keletről kerülje meg, Cook azonban a sziget és Tűzföld keleti partjai között fekvő Le Maire-tengerszoroson haladt át. Az erős ellenáramlások miatt hosszas küzdelem után, negyedik próbálkozásra sikerült átjutnia.
A Le Maire-szorosnál Cook a csillagászati megfigyelésekkel összevetette a hagyományos, a hajó sebességének mérésén alapuló helymeghatározás eredményét és az eltérés már ekkor elérte az egy hosszúsági fokot.
Miután kijutottak a nyílt tengerre és elhajóztak a Horn-fok mellett (január 25.) még napokig délnyugat felé tartottak attól tartva, hogy a szél vagy egy erősebb tengeráramlat a dél-amerikai partokhoz nyomhatja a hajót. Január 31-én, a 60. szélességi fokot elérve váltott irányt a hajó és innentől északnyugati irányban szelte át a Csendes-óceán addig ismeretlen vizeit.
Bár a déli féltekén ekkor nyár közepe volt az expedíciónak hideg szelekkel és esetenként hóval kellett megküzdenie. Még a Le Maire-szoros elérése előtt Banks kíséretével és Solanderrel partra szállt, hogy felderítse a szárazföldet. A kirándulás rossz véget ért. Köd és hóesés lepte meg őket, ami megakadályozta őket, hogy időben visszatérjenek a hajóra, Banks két fekete szolgája pedig megfagyott.

### Tahiti

#### Megérkezés

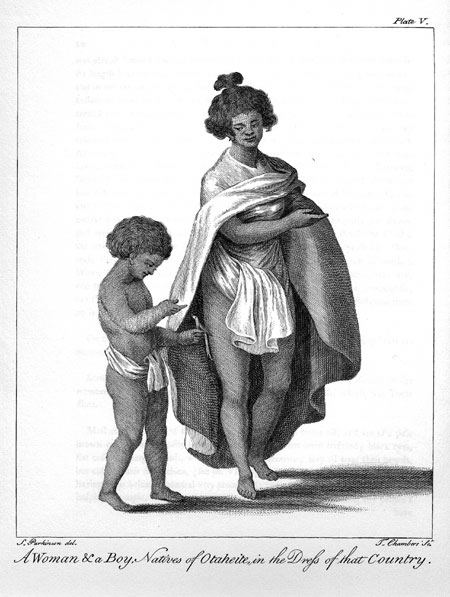
Tahiti nő és fiú

Miután a Horn-fokot elhagyták, az Endeavour utasainak több mint két hónapot kellett várniuk, hogy ismét szárazföldet pillantsanak meg. Április 4-én észlelték az első szigetet, amit Cook Lagúna-szigetnek keresztelt el. Ezután egyre-másra bukkantak fel a szigetek és április 13-án az Endeavour harmadik európai expedícióként (Samuel Wallis Dolphinja és Louis Antoine de Bougainville két hajója után) elérte Tahitit.
Cook a sziget északi részén, ugyanabban az öbölben vetett horgonyt mint Wallis, és ottlétük alatt Bougainville kikötőhelyét is megtalálta a sziget keleti oldalán. Legénységének három tagja részt vett Wallis utazásán is, és Cook az ő tapasztalatukat felhasználva lépett kapcsolatba az őslakosokkal.
Hamar kiderült, hogy két év alatt alaposan átrendeződtek a hatalmi viszonyok Tahitin. 1767-ben még Oborea királynő állt a tahitiak élén, de őt időközben eltávolították helyéről. Ez eleinte gondot okozott, mivel nem tudták, kivel kell tárgyalniuk. Pár nap után sikerült találkozni vele és a visszatérő hajósok néhány más ismerősével is.

#### Élmények a szigeten
A helyiekkel kisebb megszakítással folyt a kereskedés. A helyiek nagyon kíváncsiak voltak az angolok felszerelésére, elsősorban a fémtárgyak keltették fel az érdeklődésüket. Az angolok főleg élelmiszert vásároltak kisebb tárgyakért, emellett a tengerészek tahiti lányokkal és asszonyokkal háltak és kisebb ajándékokat (főleg üveggyöngyöket) adtak cserébe. Kétszer szakadt meg rövidebb időre a cserekereskedelem amikor a szigetlakók (egyébként gyakori) tolvajlásainak valamilyen értékes tárgy esett áldozatul (lőfegyver vagy csillagászati műszer). Egyik esetben le is lőttek egy helyi lakost.

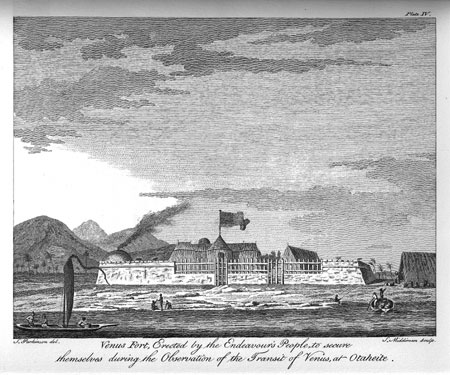
A Vénusz-erőd

A műszerek védelme és a Vénusz-megfigyelés zavartalansága érdekében cölöpfallal védett erődöt építettek a Matavai-öböl északi végében, amit el is kereszteltek Vénusz-erődnek. Ez sem bizonyult azonban elegendő védelemnek, a bennszülöttek egyszer a falon átmászva elloptak egy csillagászati műszert is.
Wallis élményei hatására (a Dolphin szétesésével fenyegetett, hogy a matrózok hajószögeket cseréltek szexuális szolgáltatásokra) Cook már érkezéskor szigorú büntetés terhe mellett megtiltotta, hogy a hajó felszerelését és alkatrészeit akármire cserélje a legénység.
Nem sokkal a szigetre érkezés után Alexander Buchan, Banks tájképfestője epilepsziában elhunyt. Ezután a képi dokumentálás minden feladata Sydney Parkinsonra hárult. Cook, Banks és a többiek feljegyzései többek között kitértek az őslakosok külsejére, zenéjére, táncára és étrendjére.
A helyieken kívül megismerkedtek Tupiával is, aki a Társaság-szigetekről származott, de onnan el kellett menekülnie. Nagyon gyorsan megtanult angolul és már Tahitin is Cook segítségére volt. Mikor az Endeavour elhagyta Tahitit, ő is az angolokkal tartott és magával vitte szolgáját, Tayetót is. Tupia ismét hasznosnak bizonyult, mikor az Endeavour elérte a Társaság-szigeteket, tolmácsként és diplomataként segítette a kapcsolatfelvételt a helyiekkel. Emellett Banks abban reménykedett, hogy az egzotikus polinézzel feltűnést tud majd kelteni az előkelő körökben.
Voltak a matrózok között, akik nem akarták elhagyni a szigetet és ketten megpróbálkoztak a szökéssel is. Nem jártak sikerrel, de végül viszonylag enyhe büntetésben részesültek.

#### A Vénusz-áthaladás

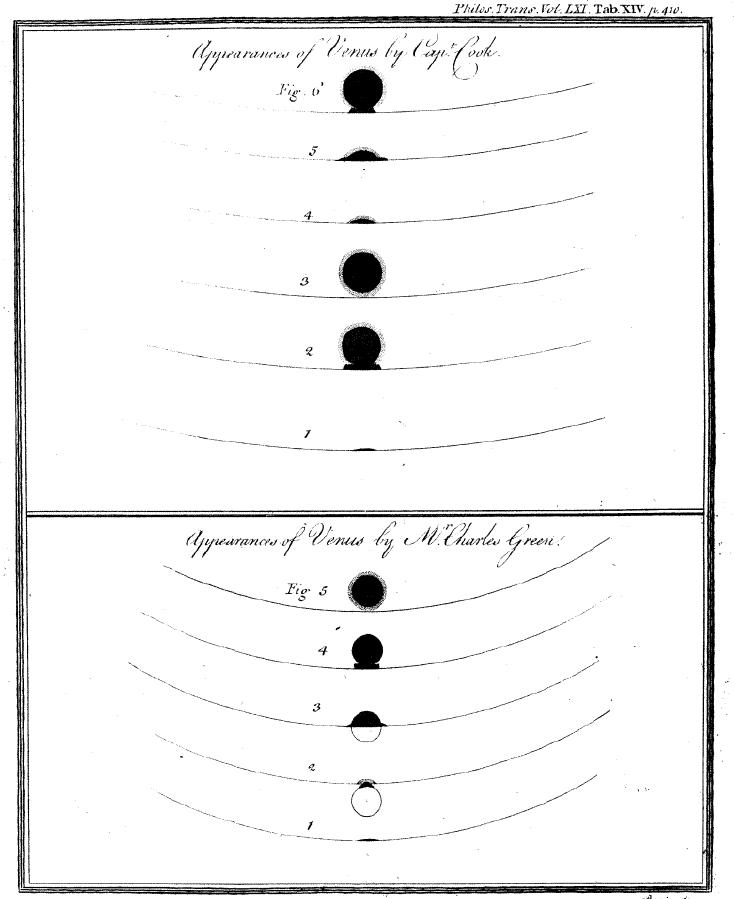
A Vénusz áthaladása, Cook és Green megfigyelései

A Vénusz-áthaladásra 1769 június 3-án került sor. Megfigyelésére három helyen állítottak fel távcsövet:
- A legjobb távcsövet a Matavai-öböl legészakibb pontján felépített erődben (Vénusz-erőd)
- Moorea szigetén (York-sziget)
- A Lord Moreton-szigeten, ami Tahiti keleti partjánál fekszik

A főtávcső mellett azért állítottak fel még két másik megfigyelőhelyet, hogy rossz idő esetén se hiúsuljon meg teljesen a megfigyelés.
A megfigyelők azonban nem számítottak a Vénusz légkörére, ami a bolygó körvonalát elmosódottá tette. Emiatt nem tudták pontosan meghatározni az áthaladás idejét.

### Társaság-szigetek

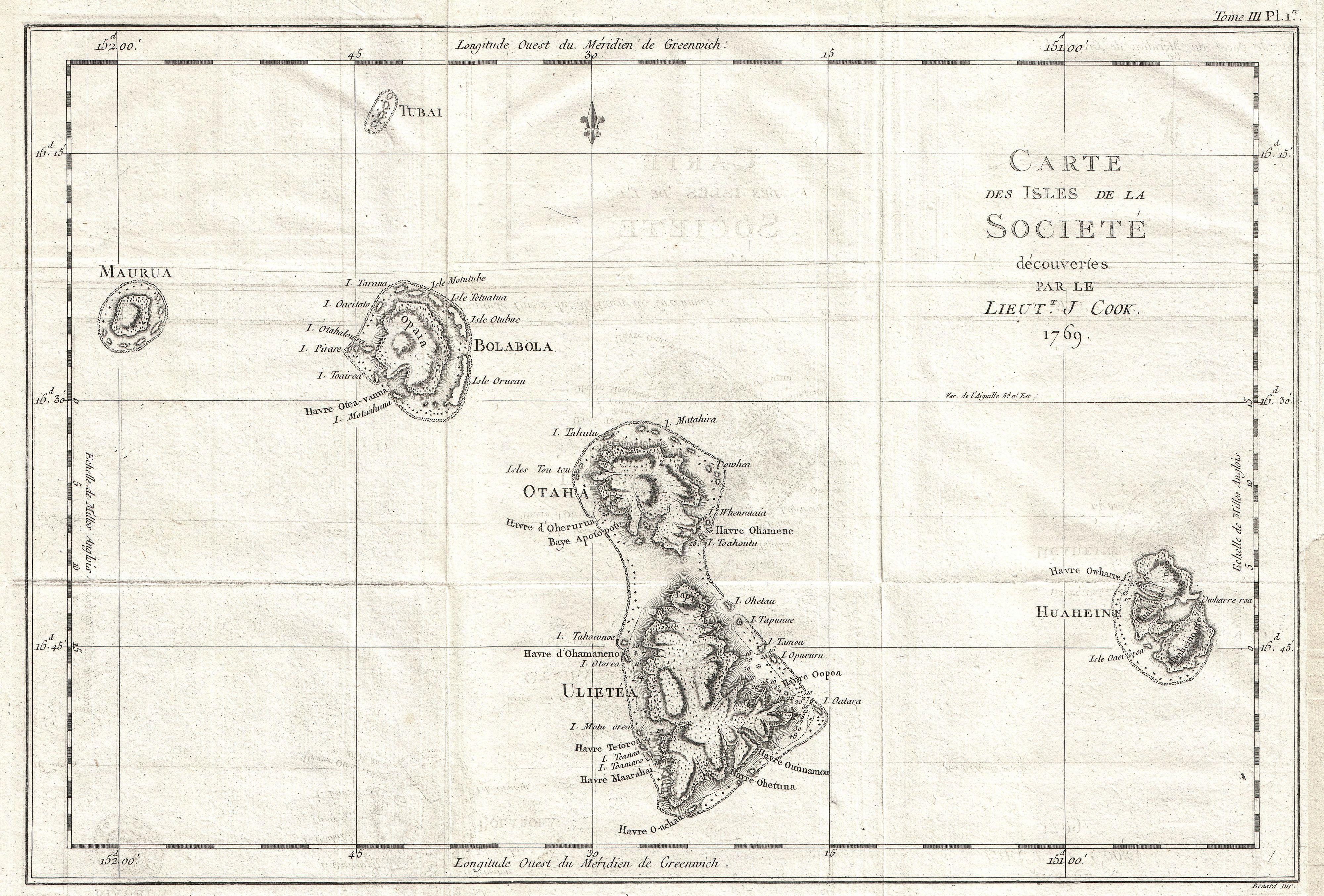
Cook térképe a Társaság-szigetekről

Az Endeavour július 14-én hagyta el Tahitit és Tupia szülőföldje, Raiatea felé vették az irányt. Néhány nappal később elhaladtak Huhine szigete mellett, és július 20-án elérték Raiateát. Cook a Társaság-szigetek nevet adta a szigetcsoportnak. Tupia segítségével gyorsan sikerült elnyerni a helyiek bizalmát, bár a kereskedelem lassan haladt, mert minden egyes döntést a bennszülöttek tanácsában kellett megvitatni .
Raiatea vezetői megpróbálták rábeszélni Cookot, hogy segítsen nekik a harcban Bolabola (Bora Bora) népével szemben. Tupia elmondása alapján Bolabola népe roppant harcias lehetett, de Cook nem kívánt beleszólni a helyiek háborúskodásába.
A környék szigeteinek (Raiatea, Tahaa és Bora Bora) felmérése után délnek fordította a hajót a déli földrészt kutatva – bár Tupia azt állította, hogy nem létezik. Egy kisebb szigetet leszámítva nem talált földet, ezért a déli szélesség 40. fokánál nyugatra fordult. A tenger viharos volt, bár nem annyira, mint a Horn-fok környékén. Nem távolodtak messzire a 40. szélességi foktól, mivel tudták, hogy Abel Tasman a 38. fok környékén szárazföldet talált. Október elején egyre több jel mutatott arra, hogy szárazföld lehet a közelben és október 6-án Nicholas Young hajóinas elsőként látta meg Új-Zéland északi szigetét.

### Új-Zéland

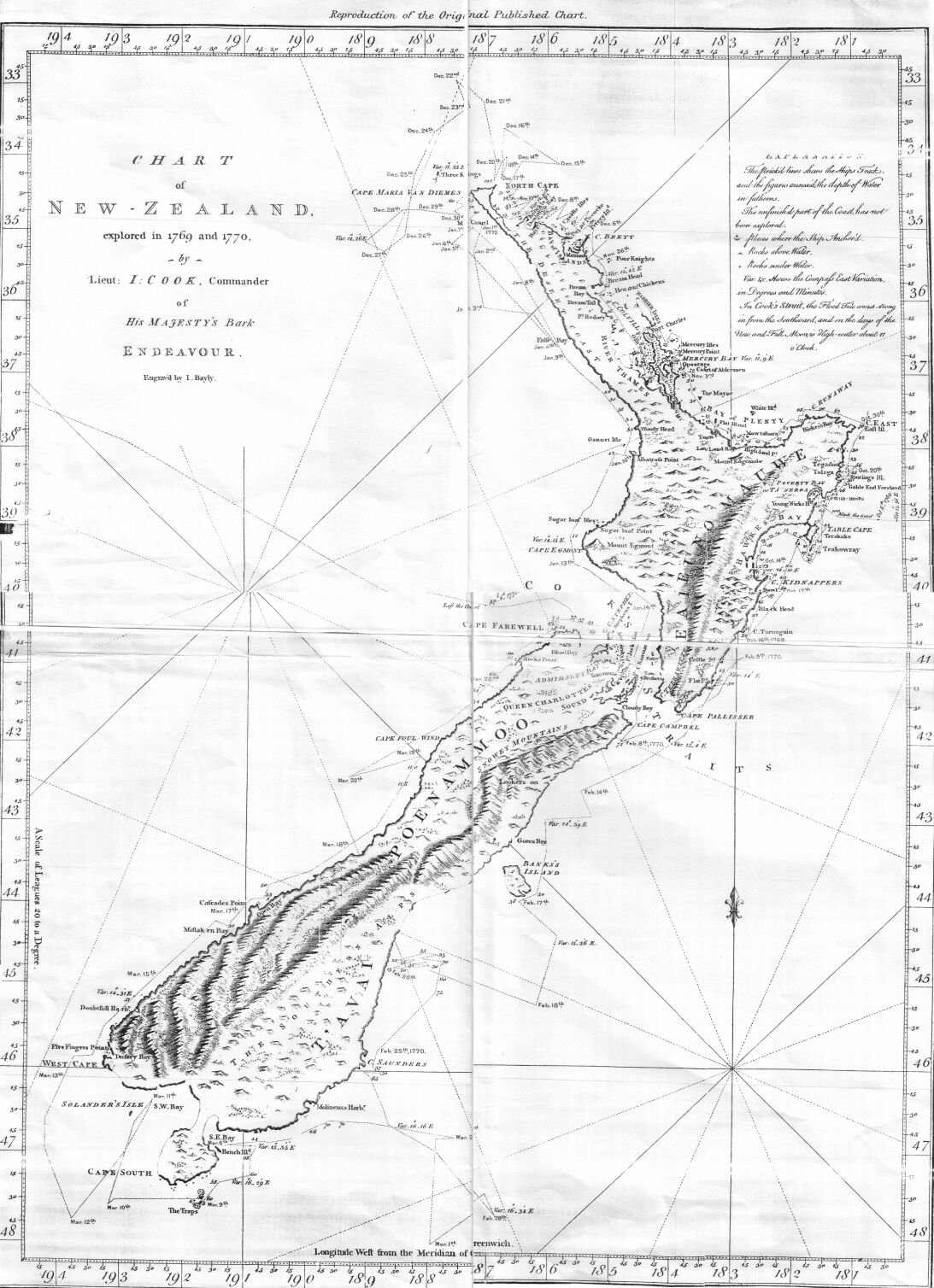
Cook térképe Új-Zélandról

Mikor az Endeavour elérte Új-Zéland partjait, a magas hegyek, a horizontig tartó partvonal és a széles folyóvölgyek láttán az utasok jó része, többek között Banks, úgy érezték: megtalálták a keresett déli kontinenst. Cook úgy gondolta, azt a földtömeget találták meg, amit Tasman Új-Zélandnak nevezett el, és ebben nem is tévedett. Azt azonban még nem tudta, hogy szigetről vagy a déli földrész északi nyúlványáról van-e szó. Ezért elhatározta, hogy ezt kideríti.
A Tahitin és Raiateán tapasztalt nyájas vendéglátással szemben Új-Zélandon gyakran ellenséges fogadtatásban részesültek. A maorik már Cookék első partraszállási kísérletét is támadással hiúsították meg.
Új-Zélandot az Északi-sziget keleti oldalán érte el az Endeavour és először dél felé haladtak a part mentén, majd a Turnagain-foknál visszafordultak és észak felől kerülték meg a szigetet. Az út során a lehető legpontosabban felmérték a sziget partját. November 9-én megfigyelték a Merkúr áthaladását a Nap előtt, majd továbbhaladtak észak felé. December második felében kerülték meg a sziget északnyugati pontját, nagyjából egy időben Jean Francis Marie de Surville expedíciójával, ami nyugatról kelet felé haladt el a partok előtt.
A nyugati parton Cook nem mert a part közelében hajózni, mivel a tengerben erős áramlások uralkodtak és félt, hogy a partnak nyomják az Endeavourt. Mind Cook, mind Banks megemlítette naplójában a Mount Egmontot, aminek a csúcsát hó fedte. Január 14-én befutottak a Charlotte királyné-szorosba, amit Cook először öbölnek vélt és a Tasman által leírt Gyilkos-öböllel azonosított. Itt is fenyegetően viselkedtek a bennszülöttek, azonban ez alkalommal sikerült békés kapcsolatot teremteni.

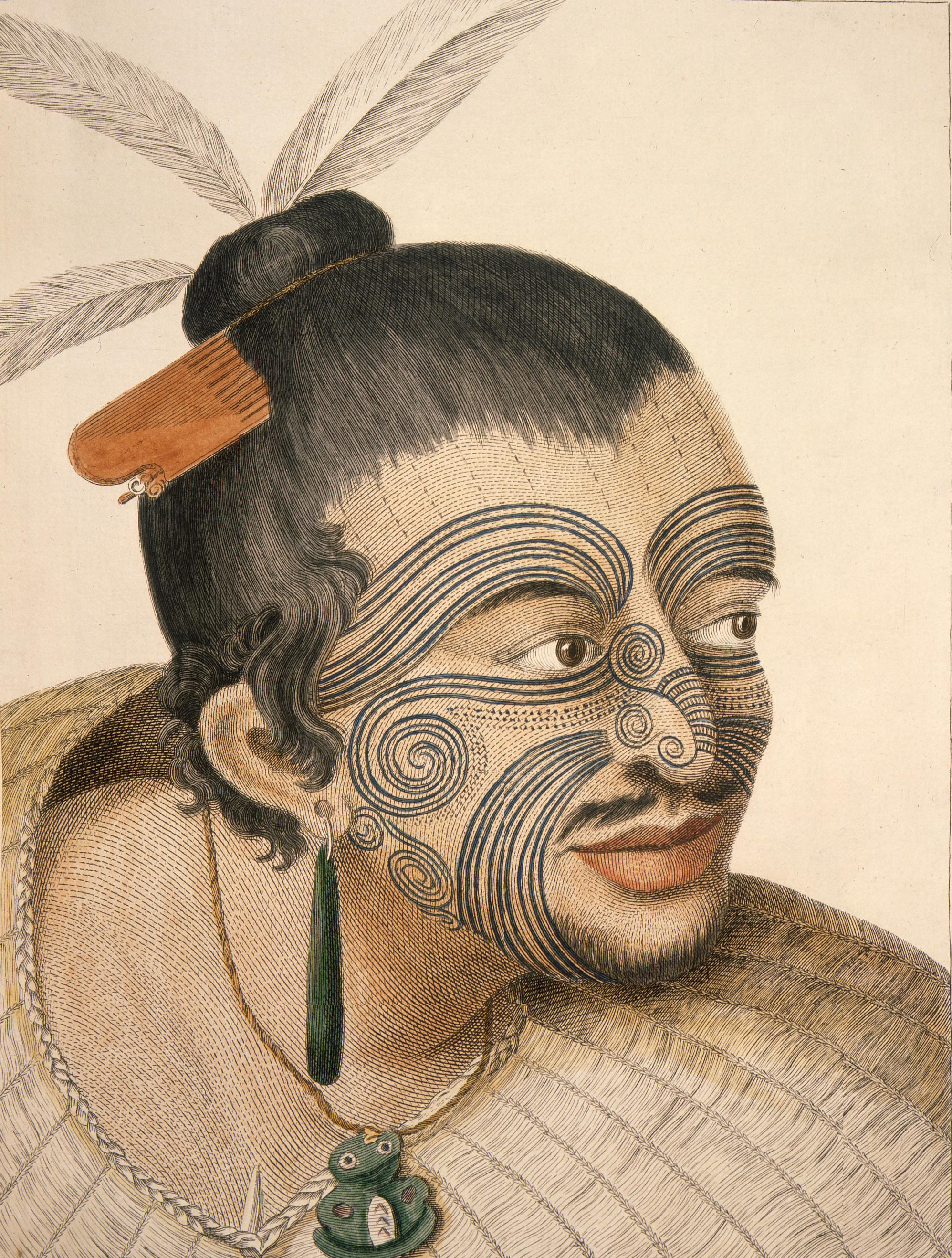
Maori törzsfőnök, Sidney Parkinson rajza

Az angolok itt bizonyosodtak meg róla, hogy a maorik kannibálok, és emellett számos más ismerettel is gazdagodtak az őslakosok szokásait illetően. A maorik csak kutyákat tartottak a ház körül (szemben a tahitiekkel, akik disznót is tartottak) és meg is ették azokat. Cook és Banks feljegyzései szerint halat és csapdával fogott patkányt is ettek, valamint gumós gyökereket, pl. jamszgyökeret és édesburgonyát. Eszközeik és fegyvereik kőből és fából készültek. Banks feljegyezte, hogy a maorik rendszeresen javítják házaikat, amit más „civilizálatlan” népeknél nem tapasztalt, valamint hogy a falvakban trágyadombokra hordják a szemetet – nem dobják el csak úgy. A sokfelé található erődített házakból (heppák) és abból, hogy sok falut jól védhető helyre építettek, arra következtettek, hogy a sziget egyes részein rendkívül gyakori a háború.

### Ausztrália
Az Endeavour 1770. április 19-én érte el Ausztrália partjait a mai Victoria állam keleti részén. A hajóról a szárazföldet termékenynek látták, az őslakosokkal az első napokban nem sikerült kapcsolatba lépni.

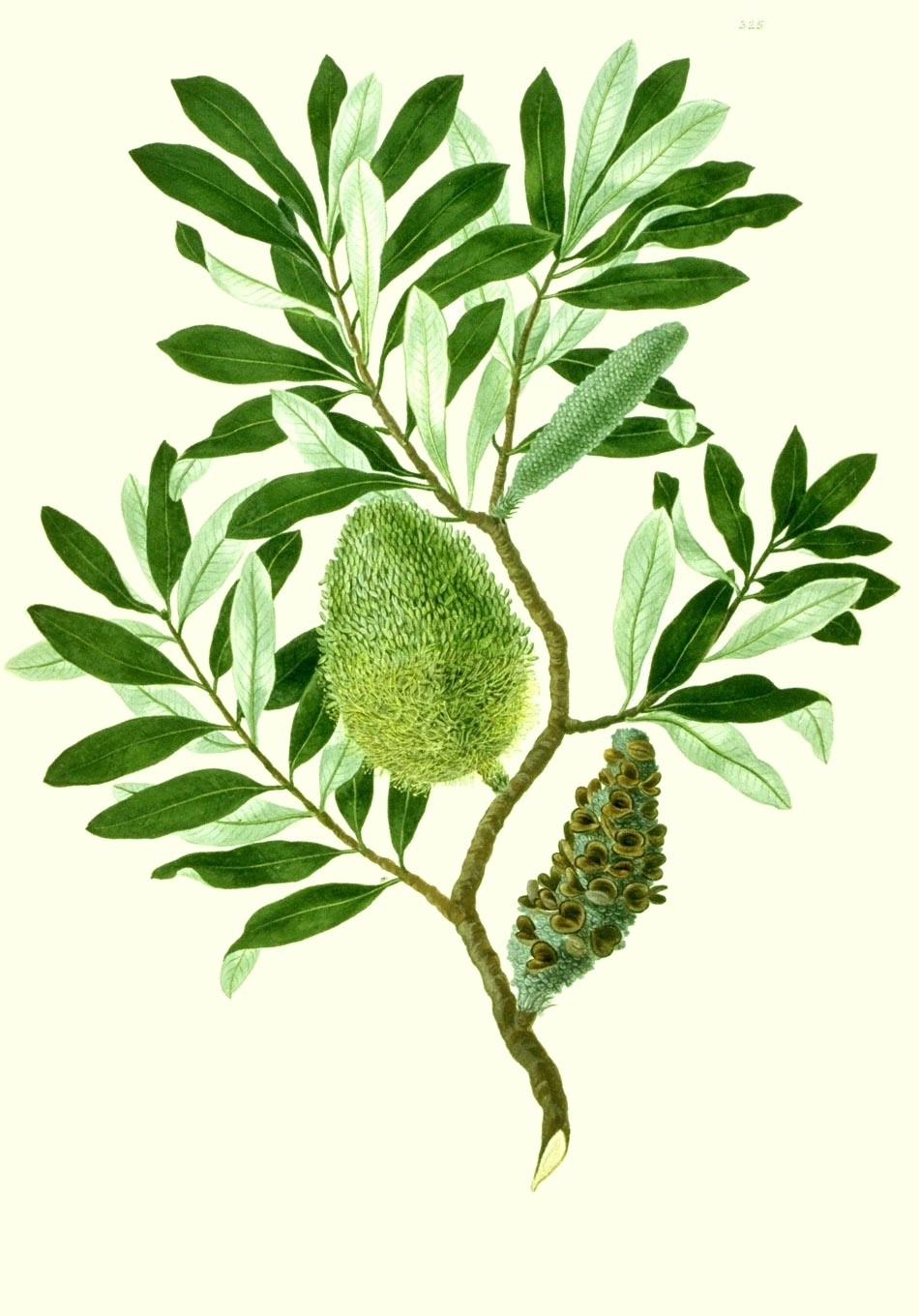
Banksia integrifolia, a Botanika-öböl környékén felfedezett fajok egyike

A hajó, különösen a vitorlázata, nagyon rossz állapotban volt az Új-Zéland partjainál és Ausztrália felé útközben kiállt szélviharok miatt. Minél hamarabb kisebb javításokra alkalmas öblöt akartak találni, azonban ez nem bizonyult egyszerűnek. Több mint egy hétig hajóztak észak felé, mire április 29-én elérték a Botanika-öblöt a mai Sydney közelében. Ezt a nevet azért adták a helynek, mert Banks és Solander rengeteg új, addig számukra ismeretlen növényt gyűjtött be a javítás ideje alatt. Egy hétig maradtak itt, a hajó javításán és a botanikusok kirándulásain kívül megpróbáltak kapcsolatba lépni a bennszülöttekkel is, azonban kudarcot vallottak. Itt tartózkodásuk alatt halt meg tuberkulózisban a hajó egyik matróza.
Május 5-én továbbindultak, elhajóztak a Jackson-öböl (Sydney kikötője) előtt és május 24-én átlépték a Baktérítőt. Ekkor már érezhetővé vált, hogy a hajó lelassult az aljára tapadt moszatok és kagylók miatt. A parton hiába kutattak megfelelő kikötőhely után. Június elején elérték a Nagy-korallzátony délnyugati nyúlványait, mit sem sejtve annak kiterjedéséről. A vízmélységet rendszeresen mérve haladtak előre észak felé, azonban június 11-én éjjel 44,5 kilométerre a szárazföldtől a hajó korallzátonyra futott. A korall hatalmas léket hasított az Endeavour oldalába és a hajó süllyedni kezdett.
Szerencsétlenségükre magas vízállásnál futottak zátonyra és a vízszint csökkenésével ott is ragadtak. Kidobáltak minden nélkülözhető súlyt, többek között hat ágyút is. Ennek ellenére a következő dagály sem volt elég magas ahhoz, hogy a hajót elmozdítsák. Végül egy egész napot a zátonyon töltöttek, mire másnap éjjel egy magasabb dagály alatt sikerült levontatni az Endeavourt a korallszikláról. Az immár szabad léken át folyamatosan ömlött be a víz, de végül Jonathan Monkhouse tapasztalatának köszönhetően sikerült betömni. A lékre vitorlavásznat feszítettek, amire előzőleg ököl nagyságú kóccsomókat varrtak, majd kutya- és kecsketrágyával szigetelték, amennyire tudták.

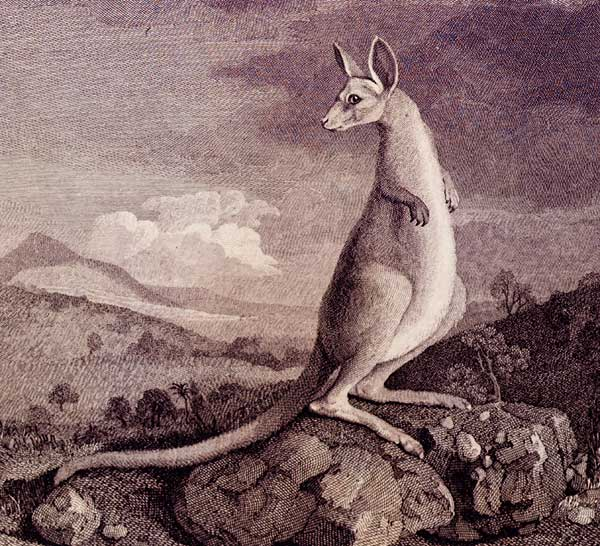
Az Endeavour folyó torkolatánál kengurut is láttak a botanikusok

Ezután a baleset után még sürgősebb lett a hajó nagyjavítása, amihez azt szárazföldre kellett vontatni. A szél felélénkült és ez megnehezítette a keresést, de nem messze a zátonytól találtak egy folyótorkolatot, ahova végül sikerült bevontatni az Endeavourt és a dagály elmúltával a szárazföldön oldalra fektetni. Megkezdődött a lék befoltozása.
Június 17-től augusztus 3-ig maradtak az Endeavourről elnevezett folyó torkolatánál. Miután kihajóztak a torkolatból, ismét észak felé fordultak és tovább kerülgették a zátonyokat. Augusztus 16-án szélcsendben majdnem sziklára sodorta a hajót a tenger áramlása 44,5-55,5 kilométerre a szárazföldtől. Már csak kb. 36 méter választotta el őket a korallszirttől, amikor enyhe szellő támadt, elegendő ahhoz, hogy a hajót kb. 91 méterre eltávolítsa a veszélytől. Végül sikerült áthaladni egy közeli csatornán a zátonyok között és augusztus 22-én elhagyták a York-fokot, Ausztrália legészakibb pontját. Nyugat felé fordultak és Batávia felé vették az irányt.

### Kelet-indiai szigetek
Ausztráliát elhagyva Cook áthajózott az Arafura-tengeren, kikötött Új-Guinea partjainál és elhajózott Timor mellett, azonban sehol sem állt meg hosszabb időre. Jáva szigetét délről megkerülve és a Szunda-szoroson áthaladva az Endeavour 1770. október 11-én érkezett meg Batáviába, a Holland Kelet-indiai Társaság központjába.
A hajó nagyon rossz állapotban volt, és a környéken Batávia volt az egyetlen hely, ahol egy alapos javítást végre tudtak hajtani. A város azonban veszélyes hely volt, elsősorban egészségügyi szempontból. A város trópusi betegségek melegágya volt és megérkezésük után nem sokkal a polinéz Tupia és szolgája maláriában megbetegedett. Pár nappal később elvitte őket a kór. Ott tartózkodásuk alatt gyakorlatilag a teljes legénység elkapta a maláriát, heten bele is haltak. Egy holland kapitány azt mondta Cooknak, szerencsések, hogy a legénység több, mint fele túlélte a járványt. Végül december 27-én elhagyták a várost és nyugatra, a Jóreménység foka felé indultak tovább. Mire elhagyták a Szunda-szorost a legénység nagyjából felépült a maláriából.

### Hazaút
Mielőtt nekivágtak volna az Indiai-óceánnak, még egyszer kikötöttek Panaitan szigetén friss élelmiszert és vizet felvenni. Nem sokkal később vérhas kezdett pusztítani a hajón, amit Cook az itt beszerzett gyümölcsnek és víznek tulajdonított. Az Indiai-óceánon való átkelés során a vérhasjárvány és a malária két tucat embert vitt el. Háromhavi út után 1771. március 14-én megkerülték a Jóreménység fokát és befutottak a holland kézben lévő Fokvárosba. Megérkeztükkor kiderült: minden Batáviából érkező hajón pusztított a vérhasjárvány, tehát valószínűleg nem a panaitani megálló okozta az Endeavour legénységének szenvedését.
Cook és legénysége egy hónapot töltött Fokvárosban, majd április 16-án továbbindultak Anglia felé. Egy darabig egy kereskedelmi konvojjal haladtak, azonban rossz állapota miatt az Endeavour egyre inkább lemaradt. Végül július 17-én futottak be Plymouthba. Cook jelentése, amit még Batáviából küldött előre egy holland hajóval, ekkor már két hónapja megérkezett az Admiralitásra és az expedíciót nagy ünnepléssel köszöntötték otthon.